# Breevast

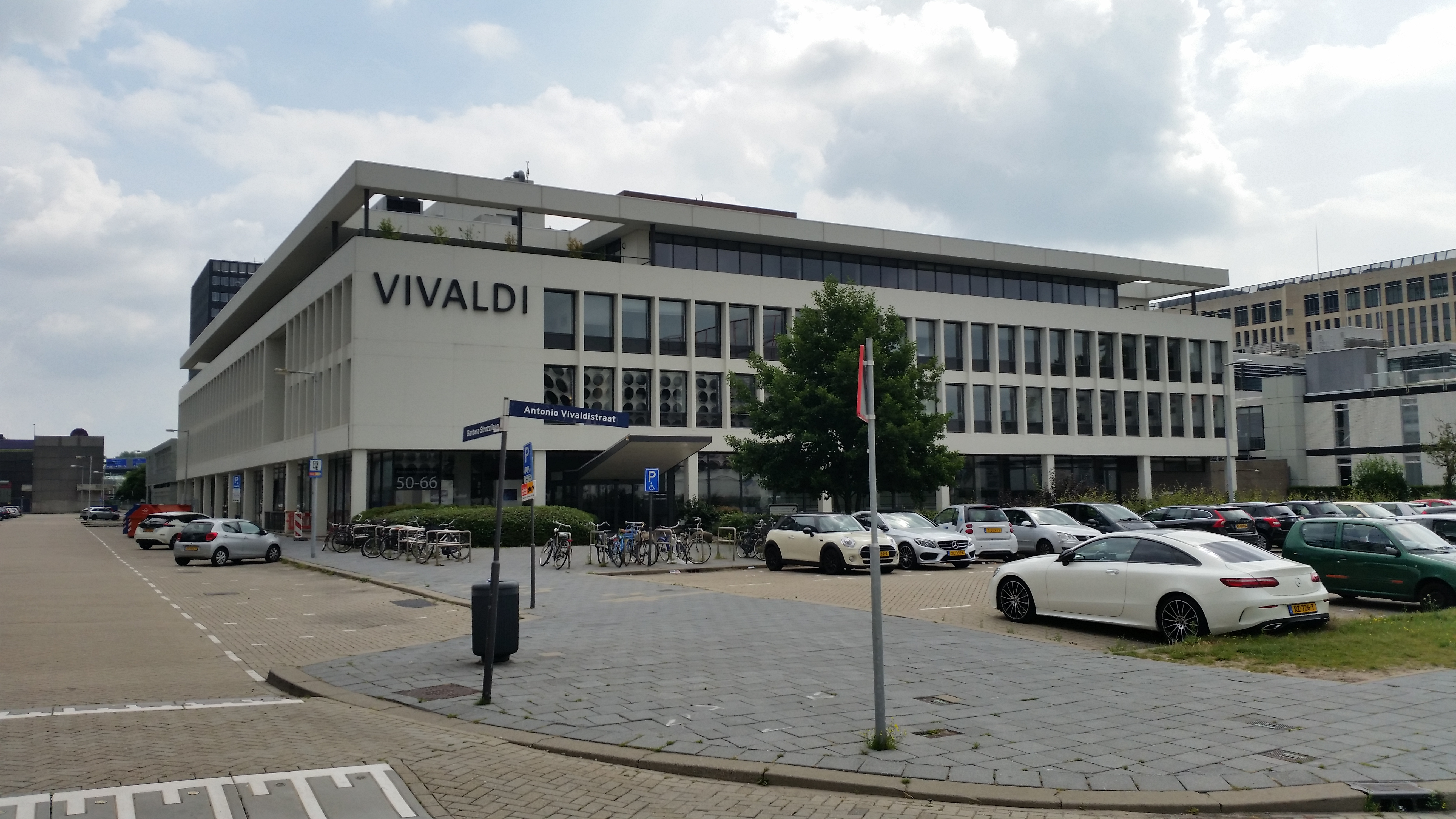
Hoofdvestiging in Amsterdam (augustus 2019)

Breevast is een Nederlandse vastgoedprojectontwikkelaar.
Het bedrijf ontwikkelt, realiseert en exploiteert commercieel en residentieel vastgoed in West- en Centraal-Europa, alsmede Noord-Amerika. Naast het hoofdkantoor in Amsterdam heeft Breevast kantoren in Antwerpen, Brussel, Luxemburg, Frankfurt, Bratislava, Warschau en Newport Beach (Verenigde Staten).

## Geschiedenis
Breevast werd opgericht in 1963 opgericht onder de naam Bredero Vastgoed te Utrecht. Het was de vastgoedtak van Bouwbedrijf Bredero (VVB). In 1987 ging VVB failliet. De vastgoedtak kwam in de zogeheten Geldens Groep terecht en werd verzelfstandigd. In 1989 ging het bedrijf naar de beurs onder de naam Breevast N.V.
Eind jaren 90 van de 20e eeuw deed vastgoedfonds Uni-Invest een poging om Breevast over te nemen. Uni-Invest bouwde een belang op van 50%. Breevast voelde zich overvallen en in januari 1999 maakte het een transactie bekend met de Eindhovense onroerend-goedmagnaat Frank Zweegers. Breevast kocht van Zweegers vastgoed ter waarde van € 204 miljoen deels tegen uitgifte van 7,2 miljoen certificaten van aandelen Breevast en een geheim bedrag aan contanten. Uni-Invest zag hierdoor zijn belang verwateren tot zo'n 30%. Verder verzette Breevast zich door beschermingsprefs te plaatsen. Pogingen van Uni-Invest om de bescherming via een procedure voor de Ondernemingskamer te doorbreken, hadden geen succes. Medio 1999 verkocht Uni-Invest het belang van 32% in Breevast aan Cottingham Corporation NV en E.A. de Mol van Otterloo. Deze twee partijen krijgen daardoor een 90% belang in Breevast.
In 2000 verhuist het hoofdkantoor van Breevast N.V. van Utrecht naar Amsterdam en wordt de beursnotering van Breevast N.V. beëindigd. Breevast N.V. gaat dan verder als Breevast B.V..
Op 1 februari 2006 verwierf Cenocorp, een investeringsmaatschappij van Frank Zweegers, het 49,96% belang van mede-aandeelhouder Eijk de Mol van Otterloo. Cenocorp is daarmee 100% eigenaar van Breevast geworden. Eijk de Mol van Otterloo is per diezelfde datum teruggetreden als commissaris van Breevast.

## Vastgoedportefeuille
In 2011 was de totale waarde van de vastgoedportefeuille zo'n € 1,3 miljard. Ongeveer 75% van het onroerend goed stond in Nederland, bijna 12% in België en ruim 12% in de Verenigde Staten. Slechts een kleine 2% van het vastgoed staat in Polen, Spanje en Curaçao. De waarde van de kantoren en winkels in de Breevast portefeuille zijn nagenoeg even groot en deze twee tezamen maken ruim 85% van het bezit uit.
Tot de vastgoedportefeuille van Breevast behoren:
- Hoog Catharijne te Utrecht (1963 t/m 1973)
- Holiday Inn te Utrecht (1968 t/m 1970)
- Restauratie het Kurhaus, het circustheater en de pier te Scheveningen (1974)
- Stadsdeelcentrum Oosthof (1979)
- Eaton Place te Winnipeg, Canada (1979)
- One Pacific Plaza te Huntington Beach (Californië), Verenigde Staten (1984)
- Business Centre Bussum te Bussum (1991)
- Shopping Centre Foothill te Rancho Cucamonga (Californië), Verenigde Staten (1992)
- Power Centre Fore Creek Crossing te Reno (Nevada), Verenigde Staten (1995)
- Financietoren te Brussel, België (2001)
- HCZ-gebouw in Eindhoven

## Financiële problemen
In het jaarverslag over het boekjaar 2011 staat dat er "een materiële onzekerheid omtrent de continuïteit van de onderneming" is. Breevast heeft een vastgoedportefeuille van € 1,3 miljard en er werken 58 mensen. Breevast heeft ruim een miljard euro aan schulden uitstaan. In 2013 moet ruim € 160 miljoen aan schulden worden geherfinancieerd. Vanwege de financiële crisis willen banken hun leningen aan de vastgoedsector verminderen waardoor Breevast misschien de aflopende leningen niet kan herfinancieren.
Breevast leed in 2011 een verlies van € 27,9 miljoen vooral door een forse afwaardering op het vastgoedbezit ter grootte van € 46,6 miljoen. Ondanks het verlies is een dividend uitgekeerd van € 230,5 miljoen aan de aandeelhouder Frank Zweegers. Het bedrag is verrekend met het geld dat het bedrijf nog van hem tegoed had volgens het Breevast jaarverslag.